# 79254 Цуда
79254 Цуда (79254 Tsuda) — астероїд головного поясу, відкритий 23 грудня 1994 року.
Тіссеранів параметр щодо Юпітера — 3,465.
Названо на честь Цуди (яп. つだ(津田) цуда).